# Contro i Galilei
Contro i Galilei è un trattato polemico dell'imperatore Flavio Claudio Giuliano contro il Cristianesimo, originariamente in 3 libri, oggi perduto tranne frammenti.

## Tradizione e argomentazioni
L'opera è andata perduta e si è potuto ricostruirne solo una parte del primo libro in base alle citazioni contenute nel Contra Iulianum, la replica composta da Cirillo di Alessandria dopo la morte dell'imperatore, e pochi altri frammenti in Teodoro di Mopsuestia e in Areta.
Scrive Giuliano che il dio comune a tutti «ha distribuito le nazioni a dèi nazionali e cittadini, ciascuno dei quali governa la propria parte conformemente alla sua natura». Alle particolari facoltà di ciascun dio corrispondono le tendenze essenziali delle diverse etnie e così, «Ares governa i popoli bellicosi, Athena quelli che sono bellicosi e sapienti, Hermes quelli astuti» e analogamente si deve spiegare il coraggio dei Germani, la civiltà dei Greci e dei Romani, l'industriosità degli Egizi, la mollezza dei Siri: chi volesse giustificare tali differenze con il caso, negherebbe allora l'esistenza nel mondo della Provvidenza.
Il Dio dell'universo, come ha preposto a ogni popolo un dio nazionale, «con un angelo sotto di sé o un demone o una specie di anime pronte ad aiutare gli spiriti superiori», così «ordinò la confusione delle lingue e la loro dissonanza e volle anche che ci fosse una differenza nella costituzione politica delle nazioni, non per mezzo di un puro ordine, ma creandoci appositamente con questa differenza. Bisognava, cioè, che fin dall'origine fossero insite diverse nature nei diversi popoli»..
Ora, qual è il dio preposto ai Cristiani? Essi, osserva Giuliano, dopo aver ammesso che vi fosse un dio che si prendeva unicamente cura degli Ebrei, per bocca di Paolo sostengono che quello è «dio non solo degli Ebrei ma di tutte le genti», e hanno così fatto di un dio etnico il Dio dell'universo per indurre i Greci ad aggregarsi a loro.
Invece i Cristiani non rappresentano nessun'etnia: essi «non sono né Ebrei né Greci, ma appartengono all'eresia galilea». Infatti, in un primo tempo seguirono la dottrina di Mosè poi, «apostatando, presero una loro via propria», mettendo insieme dagli Ebrei e dai Greci «i vizi che a questi popoli furono legati dalla maledizione di un demone; presero la negazione degli dei dall'intolleranza ebrea, la vita leggera e corrotta dalla nostra indolenza e volgarità, e osarono chiamare tutto questo religione perfetta». Ne venne fuori «un'invenzione messa insieme dalla malizia umana. Nulla avendo essa di divino, e sfruttando la parte irragionevole dell'anima nostra che è incline al favoloso e al puerile, riuscì a far tenere per veritiera una costruzione di mostruose finzioni».
Che questo dio dei Galilei non possa essere confuso col Dio universale pare a Giuliano provato dal suo operare, descritto nel Genesi: decide di dare ad Adamo un aiuto creando Eva, che si rivela fonte di male; vieta loro la conoscenza del bene e del male, che è «la sola norma e ragione della vita umana», e li scaccia dal Paradiso temendo che diventino immortali: «questo è segno di uno spirito anche troppo invidioso e maligno».
Diversamente spiega Platone la generazione degli esseri mortali: il Dio creatore degli dèi intelligibili affidò a loro la creazione degli uomini, degli animali e dei vegetali perché, se li avesse creati lui stesso, sarebbero stati immortali: «perché dunque siano mortali e questo universo sia veramente completo, occupatevi voi, secondo natura, della costituzione dei viventi, imitando la mia potenza che io misi in atto generandovi». Quanto all'anima, che è «comune agli immortali, è divina e governa in coloro che vogliono seguire voi e la giustizia, io fornirò il seme e il principio. Per il resto voi, intessendo il mortale all'immortale, producete gli animali e generateli, allevateli fornendo loro il nutrimento e quando periscono, riceveteli nuovamente in voi».

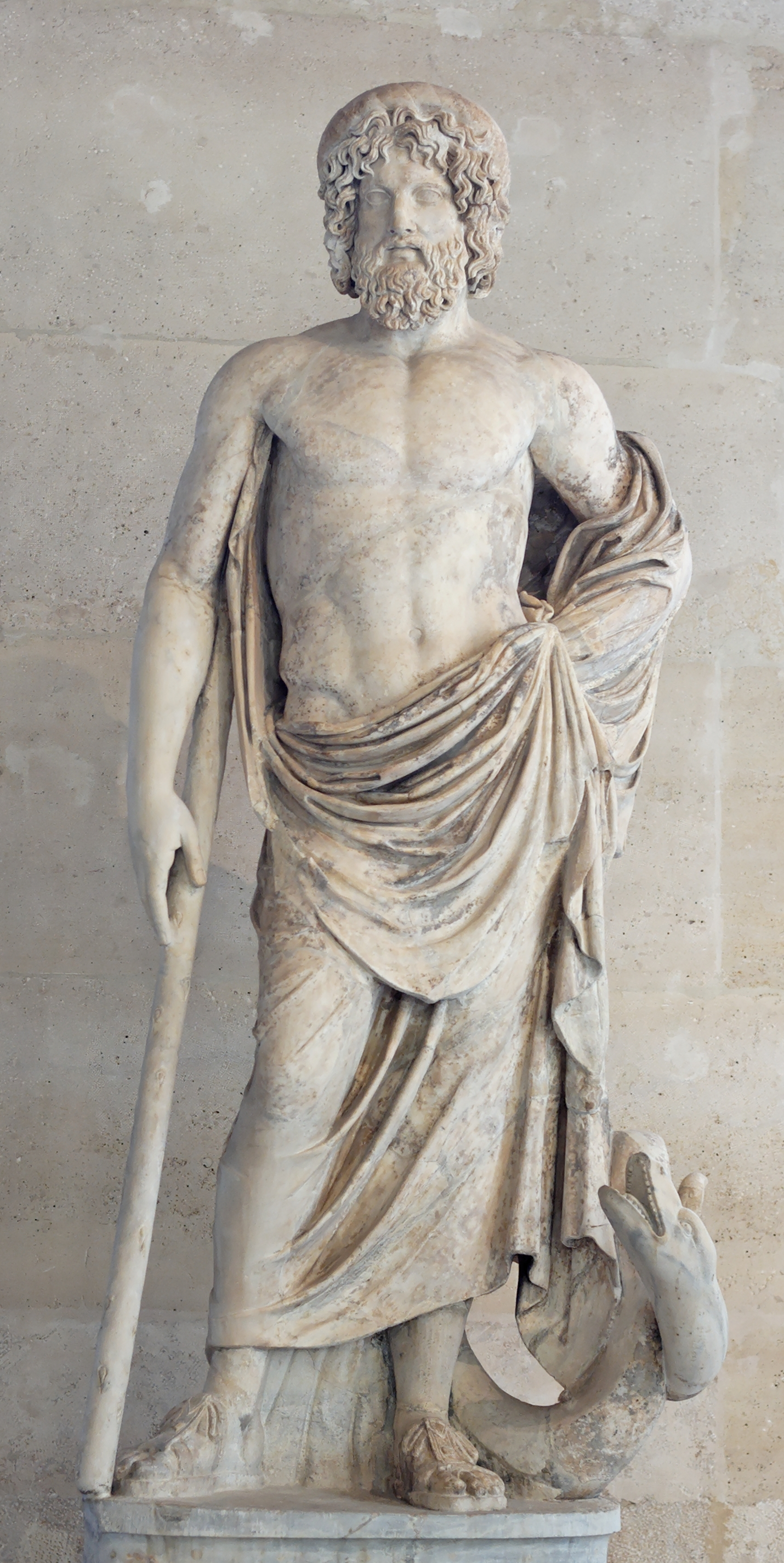
L'Asclepio del Louvre.

A questi dèi intelligibili appartiene anche Asclepio che, «disceso dal cielo in terra, comparve a Epidauro sotto specie unica e in forma umana; di là, passando in ogni luogo, distese la sua mano salutare [...] egli è ovunque, per terra e per mare; senza visitare nessuno di noi, egli tuttavia guarisce le anime malate e i corpi malfermi».
Asclepio è riferito da Giuliano in opposizione a Gesù, il quale invece è «nominato da poco più di trecento anni, senza che nella sua vita abbia fatto alcunché di memorabile, a meno che non si considerino grandi imprese aver guarito zoppi e ciechi e aver esorcizzato indemoniati nei paesucoli di Betsaida e di Betania».
È però vero che anche Gesù è considerato dai Cristiani un dio, ma si tratta di una deviazione dalla stessa tradizione apostolica: «che Gesù fosse dio non osò dirlo né Paolo, né Matteo, né Luca, né Marco, ma solo l'ineffabile Giovanni, quando vide che già molta gente, in molte città di Grecia e d'Italia, era presa da questo contagio».
La cultura ellenica, sottolinea Giuliano, è incomparabilmente superiore a quella giudea, ma solo a questa i Cristiani intendono rifarsi, dal momento che ritengono sufficiente lo studio delle Scritture: invece, superiore nelle arti, nella sapienza, nell'intelletto, nell'economia, nella medicina, «Asclepio guarisce i nostri corpi; ancora Asclepio, con le Muse, Apollo e Hermes, protettore dell'eloquenza, ha cura delle anime; Ares ed Enio ci assistono in guerra; Efesto si prende cura delle arti e su tutto presiede, insieme con Zeus, Athena vergine Pronoia».
Che i cristiani fossero già dissoluti in origine lo dimostra lo stesso Paolo, quando rivolgendosi ai suoi discepoli, scriveva che «né idolatri, né adulteri, né effeminati, né sodomiti, né ladri, né avari, né ubriaconi, né maldicenti, né rapinatori erediteranno il Regno di Dio. E voi non ignorate queste cose, fratelli, perché anche voi eravate così. Ma siete stati lavati, siete stati santificati nel nome di Gesù Cristo», ammissione, nota Giuliano, dimostrata dal fatto che l'acqua del battesimo, che pure essi avevano ricevuto, come non può guarire da nessuna malattia del corpo, tanto meno può sanare i vizi dell'anima..